# ناريمان حكمت
ناريمان حكمت أوزتكين (بالتركية: Neriman Hikmet)‏ (ولدت في 22 ديسمبر عام 1912 في مدينة قونية وتوفيت في عام 1987 في مدينة إسطنبول) صحفية تركية وشاعرة.
تعد ناريمان حكمت واحدة من أول الشاعرات والصحفيات في العصر الجمهوري بتركيا. فقد كانت ناريمان حكمت تكتب مقابلات صحفية، والنكات، والقصص والروايات. وإنضمت ناريمان هانم للحركات النقابية والإشتراكية، وساهمت في تأسيس جمعية النساء الثورية وذلك بالاشتراك مع سعاد درويش.

## حياتها
ولدت ناريمان حكمت في عام 1912 في قونية. ووالدها هو حكمت بك موظف في محطة السكك الحديدية. وقد فقدت ناريمان والدتها وهي في عمر مبكر. ودرست ناريمان تعليمها الابتدائي في مدرسة هرك، وتعليمها الإعدادي في مدرسة إيرينكوي للبنات ودرست تعليمها الثاوي في مدرسة الإستقلال بإسطنبول ثم التحقت بأقسام القانون، والإقتصاد والفلسفة بجامعة إسطنبول ولكنها لم تتخرج من أي قسم منهما.
بدأت ناريمان حكمت حياتها الأدبية من خلال الأشعار التي نشرتها في مجلة ثروة فنون. ونشرت أول كتاب شعر لها في عام 1932. وكان أول كتاب شعر لها بعنوان «المتخصيين في الطريق إلى قونية» ثم بعد ذلك نشرت كتاب شعر آخر بعنوان «القطار» وذلك في عام 1935.
وبدأت ناريمان حكمت العمل في صحيفة الوطن في عام 1937. وقد كتبت مقالات في العديد من الصحف مثل صحيفة الأخبار، وصحيفة الوطن، وصحيفة الإقدام، وصحيفة آخر ساعة، وصحيفة أنقرة وصحيفة تلغراف وذلك على مدار حياتها الصحفية التي دامت خمسون عاماً.
وقد أصدرت ناريمان حكمت صحيفة الأدب الجديد والتي تكون أيضاً وكالة النشر بالحزب الشيوعي التركي وذلك سوياً مع سعاد درويش ورشاد فؤاد بارانر سكرتير الحزب. وقد استمرت صداقتها مع سعاد درويش لمدى الحياة.
ونشرت أول رواية لها بعنوان «أرامل القرية» وذلك في عام 1944.
وقد ساهمت ناريمان حكمت في عام 1970 في تأسيس جمعية النساء الثورية وذلك سوياً مع سعاد درويش. وعقب وفاة سعاد درويش ذهبت إلى قونية وعملت في صحيفة مرام.
وقد توفيت ناريمان حكمت في عام 1987 في مدينة إسطنبول. وقد دفُنت في مقبرة فريكوي.

## الشعر
•	المتخصصين في الطريق إلى قونية (1931)
•	القطار (1935)

## الرواية
•	أرامل القرية (1944)

## المسرح
•	شيفائي وسيلفيهان
المقابلات الصحفية
•	الورود المتفتحتة في مقبرة أنقرة

## أعمالأخرى
•	الحقائق والوقائع التي لم تكتبها الجرائد والتي لم تتحدث عنها الأحزاب (1948)
•	مولانا: فلسفة الوجود من منظور الواقعية العلمية (1975)